# 高岡貨運站
高岡貨運站（日语：／ Takaoka Kamotsu Eki */?）是一位於日本富山縣高岡市，隸屬於日本貨物鐵道（JR貨物）新湊線的鐵路車站，車站編號為5823。本站為第二代高岡貨運站，第一代位於離現地約1公里外，原中伏木站位置（現時萬葉線中伏木站旁邊位置），1951年因應新湊線取消客運服務而設立，2002年12月1日，本處～新湊站的一段新湊線廢線，遂在現址重設新湊站，並同時改稱為高岡貨運站。

## 車站結構

### 站房
為單層水泥建成長形站房1座，設於車站近最南端位置站房入口位於正中央，左右兩旁共有5間辦公室供JR貨物及其他物流公司作營業所之用，現時進駐的包括有JR貨物的高岡營業所、日本通運鐵道貨櫃課高岡支店及伏木海陸運送高岡貨物營業所。

### 線道及月台
在車站南端建有單邊式貨櫃月台1個及3條線道，用作日常上落資貨櫃之用；中央部份則另有3條側線，其中一條用作發車專用線道；最北端則有2條軌道，旁邊分別建有伏木海陸運輸及荻布倉庫的吉久營業所及所屬貨倉，此處的距離與過往的吉久站相約。
在覝時新湊線道內，仍然遺留有兩處支線路段，其中一段為中越木䊢工業的專用線，另一段為為通往荻布倉庫本社的倉庫，但此路段有部份路面已被水泥所封蓋，原則上不可能再有貨運列車駛入。
而進出新湊線前，列車會先停靠位於能町站內的側線，待柴油機車重新掛好及確認方向後再繼續前行。

### 處理類型
本站現時可處理12呎小型及20呎中型，也已獲得許可運載不同類型的工業廢料。

## 發車班次
現時每日有1往返班次，到達班次為富山貨運站開出；開出班次則先途徑富山貨物、金澤貨運站後再直接前往九州的北九州貨運站及福岡貨運站。

## 歷史

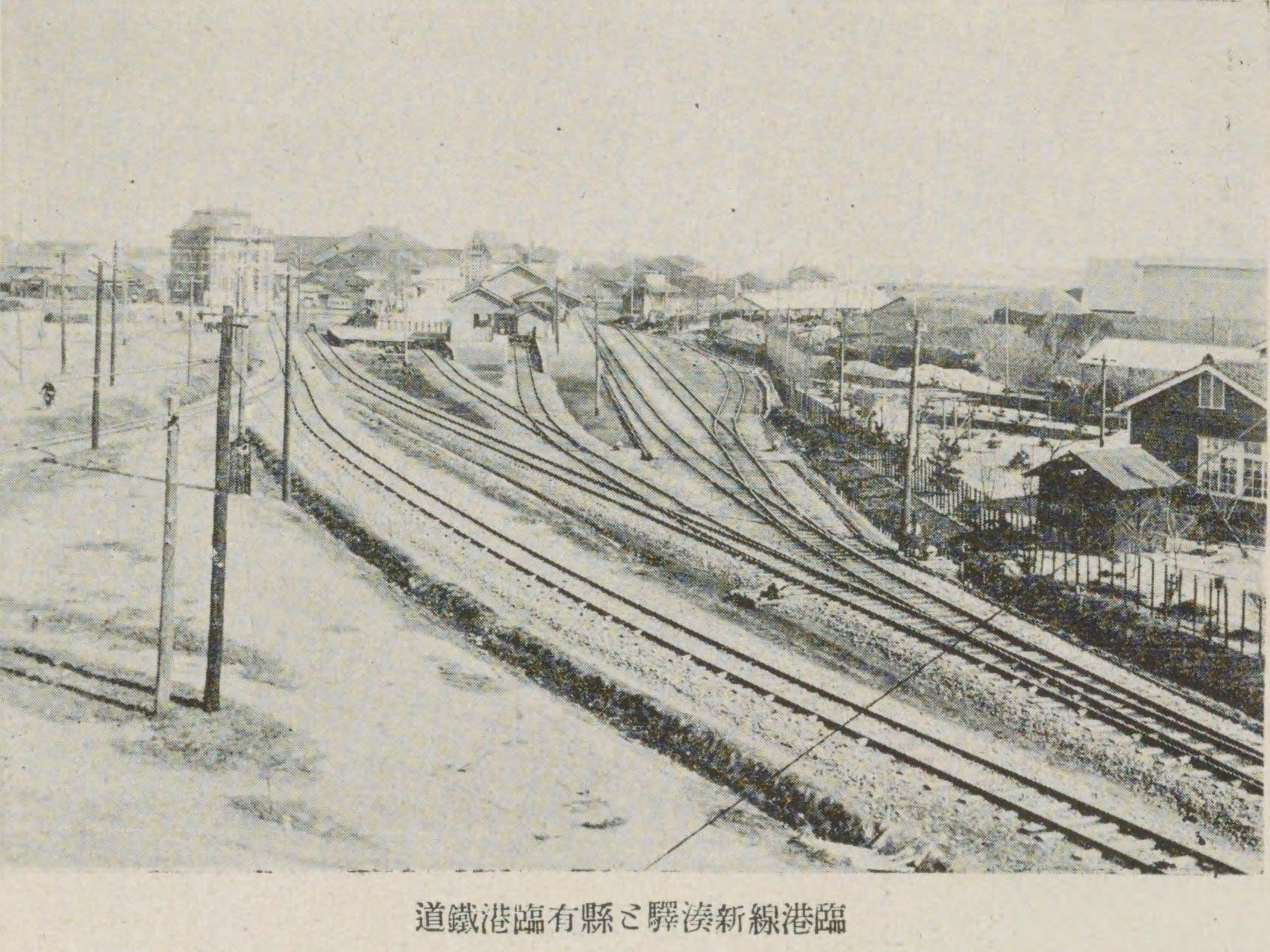
戰前（1936年）的新湊站全貌。

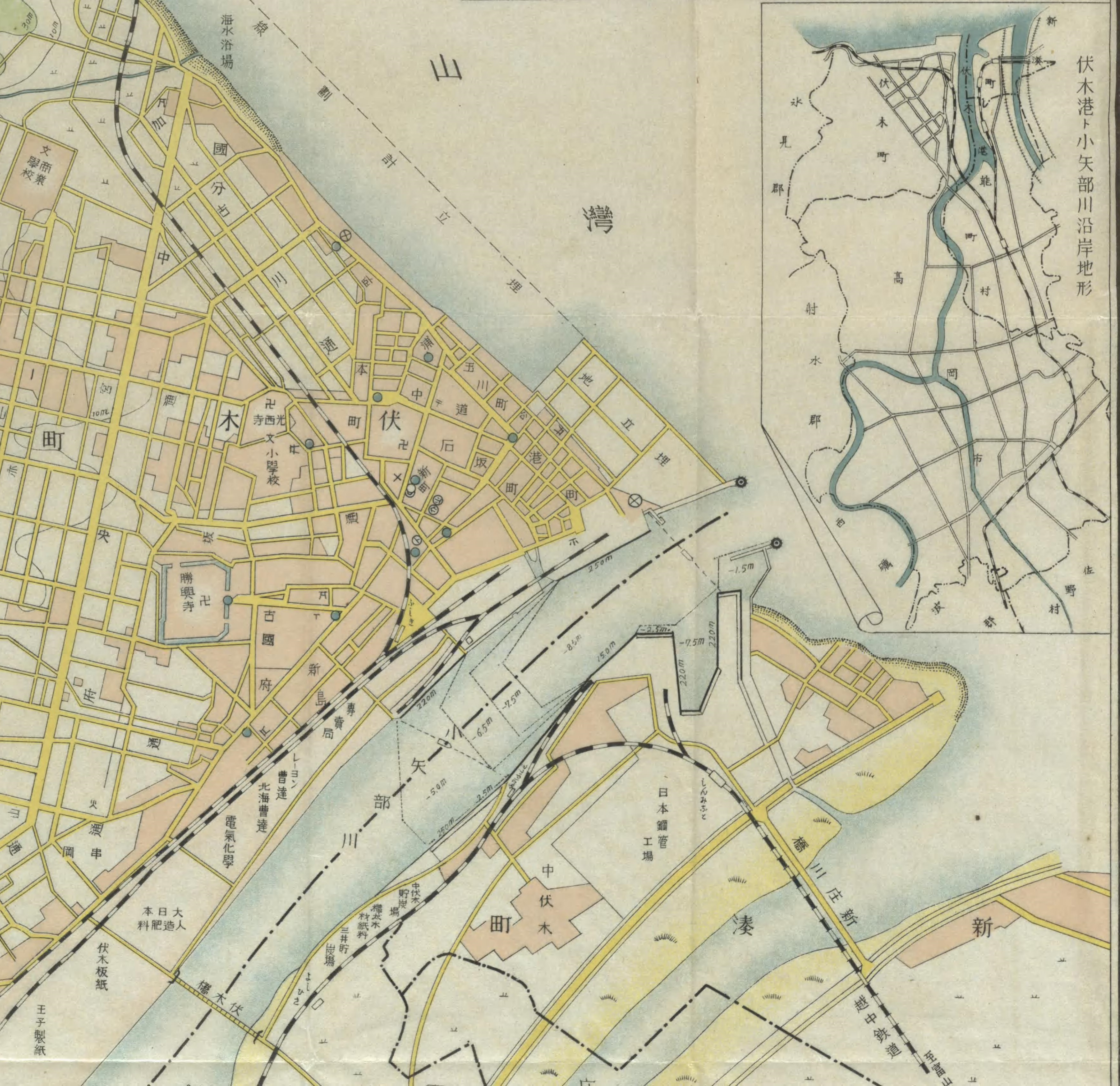
1935年舊新湊站及周圍概況。舊新湊站的位置與現時萬業線的六渡寺站相約。

### 舊新湊站
- 1918年1月27日：中越鐵道能町～新湊開通[5]。
- 1919年4月1日：與日本鋼管株式會社連接的専用鐵道開始投入運作[6]。
- 1920年9月1日：中越鐵道國有化，改為鐵道省管理，能町～新湊路段改稱為「新湊軽便線」[7]。同日起本站辦理客運、手提行李、小型貨物及貨物提取服務。
- 1922年9月2日：因應輕便鐵道法（日语：軽便鉄道法）被廢除，「新湊輕便線」改稱為「新湊線」[8]。
- 1951年4月1日：隨富山地方鐵道高岡軌道線（即現時萬葉線）開通，取消新湊線旅客服務[9]。
- 1964年1月：旅客營業時代的站房被拆卸る[10]。
- 1974年10月1日：修正營業範圍，提供車運貨物提取服務[11]。
- 1987年4月1日：國鐵分割民營化，成為日本貨物鐵道的一個車站。
- 1989年3月11日：修正營業範圍，提供車運貨物及貨櫃提取服務[12]。

### 遷站後
- 2002年12月1日：遷站至舊吉久站（日语：吉久駅 (国鉄)）南端現址，並改稱為高岡貨運站[13][14]。

## 相鄰車站
日本貨物鐵道
新湊線
能町－高岡貨運站（貨）